# Guitou
Guitou (kinesiska: 桂头) är en köping i sydöstra Kina. Den ligger i Ruyuan autonoma härad för yao-folket i staden Shaoguan i provinsen Guangdong, omkring 200 kilometer norr om provinshuvudstaden Guangzhou. Antalet invånare är 28 628. Befolkningen består av 14 130 kvinnor och 14 498 män. Barn under 15 år utgör 19,0 %, vuxna 15-64 år 70 %, och äldre över 65 år 9,0 %.